# Dataran-tinggi Diyeng
Dataran-tinggi Diyeng är en platå i Indonesien. Den ligger i den västra delen av landet, 400 km öster om huvudstaden Jakarta.